# Valle della Pipa
La Valle della Pipa (Pfeifholdertal in tedesco) è una corta valle dell'Alto Adige laterale alla Valle dei Molini, a sua volta laterale della Valle Aurina, laterale quindi della Val Pusteria.
La valle, non percorribile in macchina, comincia dal lago di Neves, ai piedi del Gran Pilastro, e termina nel Passo Ponte di Ghiaccio, dove si trova l'omonimo rifugio, vicino alle vetta della Cima Cadini e Cima della Pipa.